# Святопетровское
Святопетровское (укр. Святопетрівське, до 2016 г. — Петровское) — село, входит в Бучанский район (до 2020 года в Киево-Святошинский район) Киевской области Украины.

## География
Село расположено вблизи юго-западной окраины Киева. Занимает площадь 4,8 км².

## Население
Население по переписи 2017 года составляло 16200 человек.

## Инфраструктура
В последние годы (особенно начиная с 2012 г.) окрестности села Святопетровское интенсивно застраиваются новыми домами и жилыми комплексами («Петровский квартал», «Киевский квартал», «Город-сад» и др.). Есть школа и садик, теннисный корт и др.

## Местный совет
Село Святопетровское — административный центр Святопетровского (до 2016 года — Петровского) сельского совета.
Главой сельского совета является Овсиенко Антон Михайлович.
Адрес местного совета: 08141, Киевская обл., Бучанский р-н, с. Святопетровское, ул. Владимирская, д. 2-б.